# Ny Indi
Ny Indi är en gul stjärna i huvudserien i Indianens stjärnbild.
Stjärnan har visuell magnitud +5,29 och är svagt synlig för blotta ögat vid normal seeing. Den befinner sig på ett avstånd av ungefär 95 ljusår.